# Lugasson
Lugasson is een gemeente in het Franse departement Gironde (regio Nouvelle-Aquitaine) en telt 282 inwoners (2004). De plaats maakt deel uit van het arrondissement Langon.

## Geografie
De oppervlakte van Lugasson bedraagt 6,4 km², de bevolkingsdichtheid is 44,1 inwoners per km².
De onderstaande kaart toont de ligging van Lugasson met de belangrijkste infrastructuur en aangrenzende gemeenten.

## Demografie
Onderstaande figuur toont het verloop van het inwonertal (bron: INSEE-tellingen).